# Eneco Tour 2007
La 3.ª edición del Eneco Tour, inscrita en el calendario UCI ProTour 2007, se desarrolló del 22 al 29 de agosto del 2007.
El ganador final fue José Iván Gutiérrez. Le acompañaron en el podio David Millar y Gustav Larsson, respectivamente,
En la única clasificación secundaria, la de por puntos, se impuso Mark Cavendish.

## Equipos participantes
Tomaron parte en la carrera 21 equipos: 19 de categoría UCI ProTour (todos excepto el Astana); más 2 de categoría Profesional Continental mediante invitación de la organización (Skil-Shimano y Chocolade Jacques-Topsport Vlaanderen). Los equipos participantes fueron:
| N.º     | Cód. UCI | Equipo                             |
| ------- | -------- | ---------------------------------- |
| 1-8     | GST      | Gerolsteiner                       |
| 11-18   | DSC      | Discovery Channel Pro Cycling Team |
| 21-28   | LIQ      | Liquigas                           |
| 31-37   | FDJ      | Française des Jeux                 |
| 41-48   | RAB      | Rabobank                           |
| 51-57   | LAM      | Lampre-Fondital                    |
| 61-68   | QSI      | Quick Step-Innergetic              |
| 71-78   | PRL      | Predictor-Lotto                    |
| 81-88   | BTL      | Bouygues Telecom                   |
| 91-98   | CSC      | Team CSC                           |
| 101-108 | TMO      | T-Mobile Team                      |

| N.º     | Cód. UCI | Equipo                                |
| ------- | -------- | ------------------------------------- |
| 111-118 | GCE      | Caisse d'Épargne                      |
| 121-128 | SDV      | Saunier Duval-Prodir                  |
| 131-137 | C.A      | Crédit agricole                       |
| 141-148 | COF      | Cofidis, Le Crédit par Téléphone      |
| 151-158 | A2R      | Ag2r La Mondiale                      |
| 161-168 | UNI      | Unibet.com                            |
| 171-178 | MRM      | Team Milram                           |
| 181-188 | EUS      | Euskaltel-Euskadi                     |
| 191-198 | SKS      | Skil-Shimano                          |
| 201-208 | JAC      | Chocolade Jacques-Topsport Vlaanderen |

## Etapas

### Prólogo. 22 de agosto de 2007.Hasselt-Hasselt, 5,1km (CRI)
|   | Ciclista            | Equipo                           | Tiempo     |
| - | ------------------- | -------------------------------- | ---------- |
| 1 | Michiel Elijzen     | Cofidis, Le Crédit par Téléphone | 6 min 09 s |
| 2 | Juan Antonio Flecha | Rabobank                         | a 1 s      |
| 3 | Johan Vansummeren   | Predictor-Lotto                  | a 2 s      |

|   | Ciclista            | Equipo                           | Tiempo     |
| - | ------------------- | -------------------------------- | ---------- |
| 1 | Michiel Elijzen     | Cofidis, Le Crédit par Téléphone | 6 min 09 s |
| 2 | Juan Antonio Flecha | Rabobank                         | a 1 s      |
| 3 | Johan Vansummeren   | Predictor-Lotto                  | a 2 s      |

### Etapa 1. 23 de agosto de 2007.Waremme-Eupen, 189,5km
|   | Ciclista            | Equipo                           | Tiempo          |
| - | ------------------- | -------------------------------- | --------------- |
| 1 | Nick Nuyens         | Cofidis, Le Crédit par Téléphone | 4 h 42 min 38 s |
| 2 | Thomas Dekker       | Rabobank                         | m.t.            |
| 3 | José Iván Gutiérrez | Caisse d'Épargne                 | m.t.            |

|   | Ciclista            | Equipo                           | Tiempo          |
| - | ------------------- | -------------------------------- | --------------- |
| 1 | Nick Nuyens         | Cofidis, Le Crédit par Téléphone | 4 h 48 min 39 s |
| 2 | Thomas Dekker       | Rabobank                         | m.t.            |
| 3 | José Iván Gutiérrez | Caisse d'Épargne                 | a 7 s           |

### Etapa 2. 24 de agosto de 2007.Amberes-Knokke-Heist, 199,1km
|   | Ciclista         | Equipo          | Tiempo          |
| - | ---------------- | --------------- | --------------- |
| 1 | Mark Cavendish   | T-Mobile        | 4 h 31 min 09 s |
| 2 | Fred Rodriguez   | Predictor-Lotto | m.t.            |
| 3 | Kenny van Hummel | Skil-Shimano    | m.t.            |

|   | Ciclista            | Equipo                           | Tiempo          |
| - | ------------------- | -------------------------------- | --------------- |
| 1 | Nick Nuyens         | Cofidis, Le Crédit par Téléphone | 9 h 19 min 48 s |
| 2 | Thomas Dekker       | Rabobank                         | m.t.            |
| 3 | José Iván Gutiérrez | Caisse d'Épargne                 | a 7 s           |

1. ↑  Wouter Weylandt (Quick Step-Innergetic) inicialmente tercero, fue descalificado por un sprint irregular.

### Etapa 3. 25 de agosto de 2007.Knokke-Heist-Putte, 170,8km
|   | Ciclista          | Equipo          | Tiempo          |
| - | ----------------- | --------------- | --------------- |
| 1 | Robbie McEwen     | Predictor-Lotto | 3 h 42 min 28 s |
| 2 | Francesco Chicchi | Liquigas        | m.t.            |
| 3 | Thor Hushovd      | Crédit agricole | m.t.            |

|   | Ciclista            | Equipo                           | Tiempo           |
| - | ------------------- | -------------------------------- | ---------------- |
| 1 | Nick Nuyens         | Cofidis, Le Crédit par Téléphone | 13 h 02 min 16 s |
| 2 | Thomas Dekker       | Rabobank                         | m.t.             |
| 3 | José Iván Gutiérrez | Caisse d'Épargne                 | a 7 s            |

### Etapa 4. 26 de agosto de 2007.Maldegem-Terneuzen, 182,7km
|   | Ciclista        | Equipo                | Tiempo          |
| - | --------------- | --------------------- | --------------- |
| 1 | Wouter Weylandt | Quick Step-Innergetic | 4 h 09 min 31 s |
| 2 | Thor Hushovd    | Crédit agricole       | m.t.            |
| 3 | Matthew Goss    | Saxo Bank             | m.t.            |

|   | Ciclista            | Equipo                           | Tiempo           |
| - | ------------------- | -------------------------------- | ---------------- |
| 1 | Nick Nuyens         | Cofidis, Le Crédit par Téléphone | 17 h 11 min 47 s |
| 2 | Thomas Dekker       | Rabobank                         | m.t.             |
| 3 | José Iván Gutiérrez | Caisse d'Épargne                 | a 4 s            |

### Etapa 5. 27 de agosto de 2007.Terneuzen-Nieuwegein, 179,9km
|   | Ciclista           | Equipo               | Tiempo          |
| - | ------------------ | -------------------- | --------------- |
| 1 | Luciano Pagliarini | Saunier Duval-Prodir | 4 h 01 min 10 s |
| 2 | Mark Cavendish     | T-Mobile             | m.t.            |
| 3 | Graeme Brown       | Rabobank             | m.t.            |

|   | Ciclista            | Equipo                           | Tiempo           |
| - | ------------------- | -------------------------------- | ---------------- |
| 1 | Nick Nuyens         | Cofidis, Le Crédit par Téléphone | 21 h 12 min 57 s |
| 2 | Thomas Dekker       | Rabobank                         | m.t.             |
| 3 | José Iván Gutiérrez | Caisse d'Épargne                 | a 4 s            |

### Etapa 6. 28 de agosto de 2007.Beek-Landgraaf, 177,4km
|   | Ciclista         | Equipo                          | Tiempo          |
| - | ---------------- | ------------------------------- | --------------- |
| 1 | Pablo Lastras    | Caisse d'Épargne                | 4 h 15 min 28 s |
| 2 | Steven Caethoven | Chocolade Jacques-T. Vlaanderen | m.t.            |
| 3 | Anders Lund      | Saxo Bank                       | m.t.            |

|   | Ciclista            | Equipo               | Tiempo           |
| - | ------------------- | -------------------- | ---------------- |
| 1 | Thomas Dekker       | Rabobank             | 25 h 28 min 48 s |
| 2 | José Iván Gutiérrez | Caisse d'Épargne     | a 4 s            |
| 3 | David Millar        | Saunier Duval-Prodir | a 6 s            |

### Etapa 7. 29 de agosto de 2007.Sittard-Geleen, 29,6km (CRI)
|   | Ciclista            | Equipo                | Tiempo      |
| - | ------------------- | --------------------- | ----------- |
| 1 | Sébastien Rosseler  | Quick Step-Innergetic | 36 min 50 s |
| 2 | José Iván Gutiérrez | Caisse d'Épargne      | a 2 s       |
| 3 | Gustav Erik Larsson | Unibet.com            | a 6 s       |

|   | Ciclista            | Equipo               | Tiempo           |
| - | ------------------- | -------------------- | ---------------- |
| 1 | José Iván Gutiérrez | Caisse d'Épargne     | 26 h 05 min 44 s |
| 2 | David Millar        | Saunier Duval-Prodir | a 11 s           |
| 3 | Gustav Erik Larsson | Unibet.com           | a 1 min 05 s     |

## Clasificaciones finales

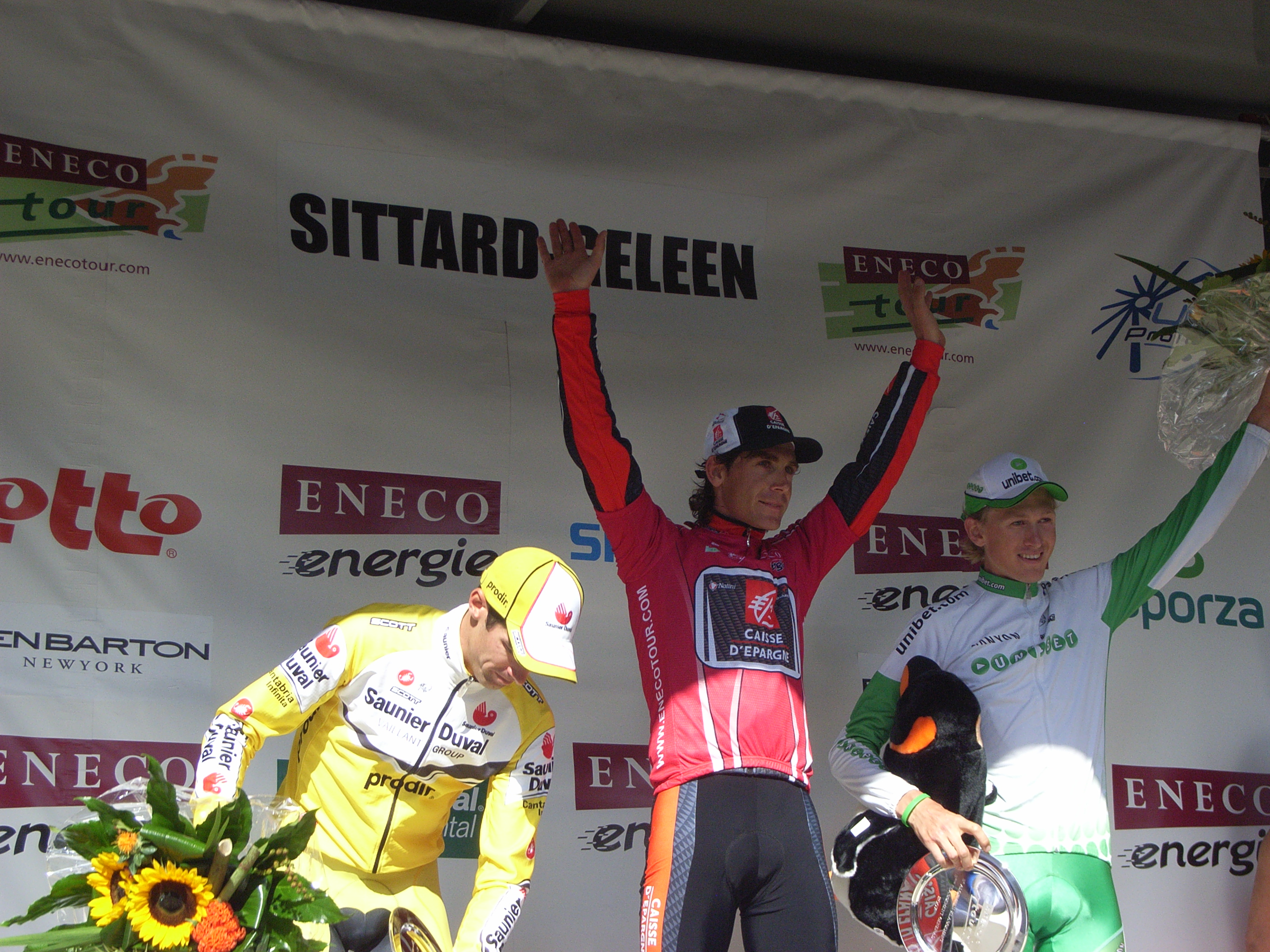
José Iván Gutiérrez (centro), David Millar (izquierda) y Gustav Larsson (derecha) en el pódium.

### Clasificación general
| Posición | Ciclista              | Equipo                | Tiempo           |
| -------- | --------------------- | --------------------- | ---------------- |
|          | José Iván Gutiérrez   | Caisse d'Épargne      | 26 h 05 min 44 s |
| 2        | David Millar          | Saunier Duval-Prodir  | a 11 s           |
| 3        | Gustav Erik Larsson   | Unibet.com            | a 1 min 05 s     |
| 4        | Leif Hoste            | Predictor-Lotto       | a 1 min 12 s     |
| 5        | Thomas Dekker         | Rabobank              | a 1 min 15 s     |
| 6        | Vladimir Gusev        | Discovery Channel     | a 1 min 17 s     |
| 7        | Bram Tankink          | Quick Step-Innergetic | a 1 min 32 s     |
| 8        | Sébastien Rosseler    | Quick Step-Innergetic | a 1 min 33 s     |
| 9        | Paul Martens          | Skil-Shimano          | a 1 min 34 s     |
| 10       | Jurgen Van Den Broeck | Predictor-Lotto       | a 1 min 34 s     |

### Clasificación por puntos
| Posición | Ciclista           | Equipo               | Puntos |
| -------- | ------------------ | -------------------- | ------ |
|          | Mark Cavendish     | T-Mobile             | 74     |
| 2        | Luciano Pagliarini | Saunier Duval-Prodir | 30     |
| 3        | Pablo Lastras      | Caisse d'Épargne     | 51     |

## Evolución de las clasificaciones
| Etapa (Vencedor)                    | Clasificación general | Clasificación por puntos |
| ----------------------------------- | --------------------- | ------------------------ |
| Prólogo (CRI) (Michiel Elijzen)     | Michiel Elijzen       | no se entregó            |
| 1ª etapa (Nick Nuyens)              | Nick Nuyens           | Nick Nuyens              |
| 2ª etapa (Mark Cavendish)           | Nick Nuyens           | Nick Nuyens              |
| 3ª etapa (Robbie McEwen)            | Nick Nuyens           | Mark Cavendish           |
| 4ª etapa (Wouter Weylandt)          | Nick Nuyens           | Mark Cavendish           |
| 5ª etapa (Luciano Pagliarini)       | Nick Nuyens           | Mark Cavendish           |
| 6ª etapa (Pablo Lastras)            | Thomas Dekker         | Mark Cavendish           |
| 7ª etapa (CRI) (Sébastien Rosseler) | José Iván Gutiérrez   | Mark Cavendish           |
| Final                               | José Iván Gutiérrez   | Mark Cavendish           |